# 燧ヶ岳

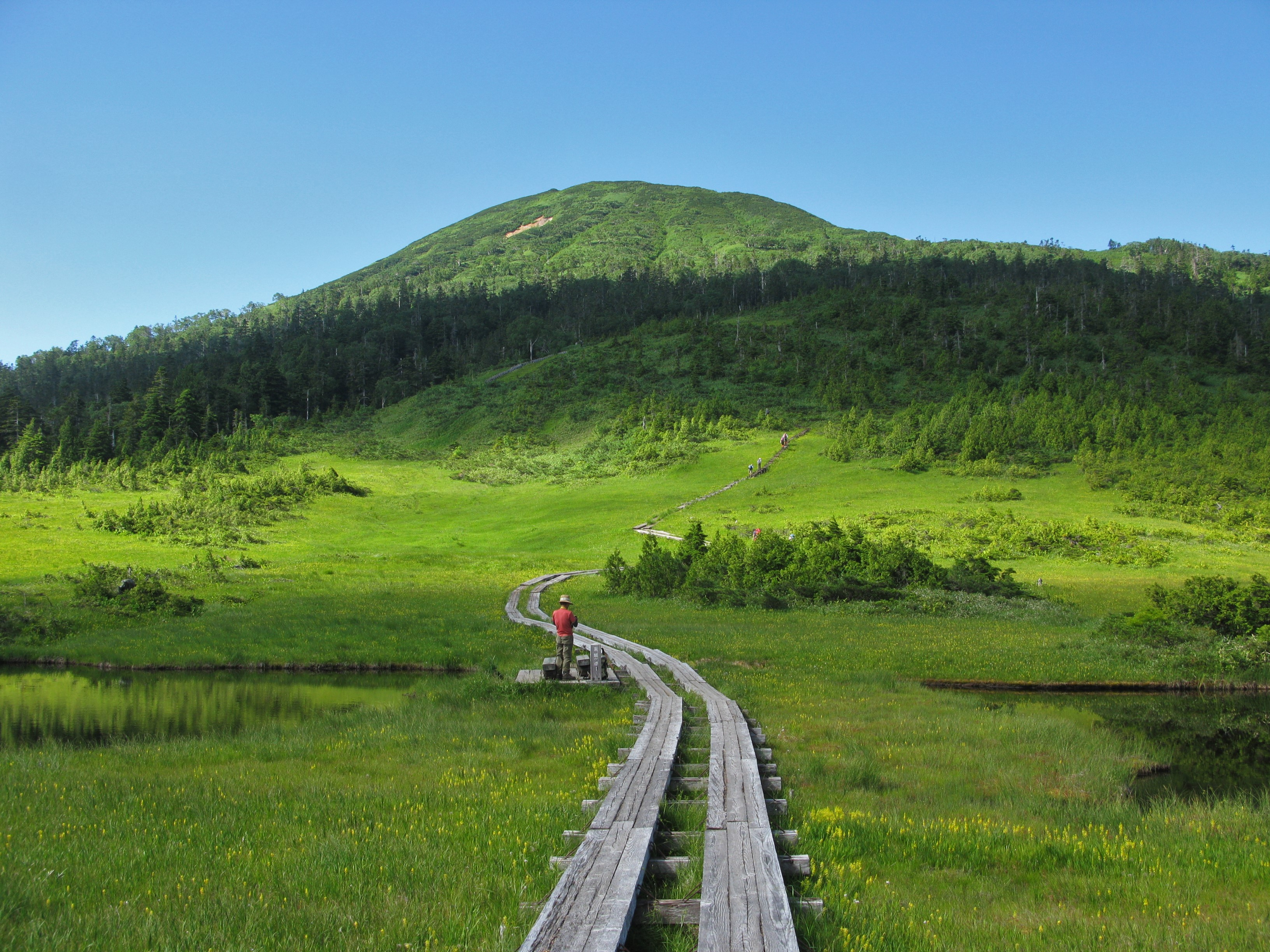
御池登山口から（熊沢田代から燧ヶ岳）

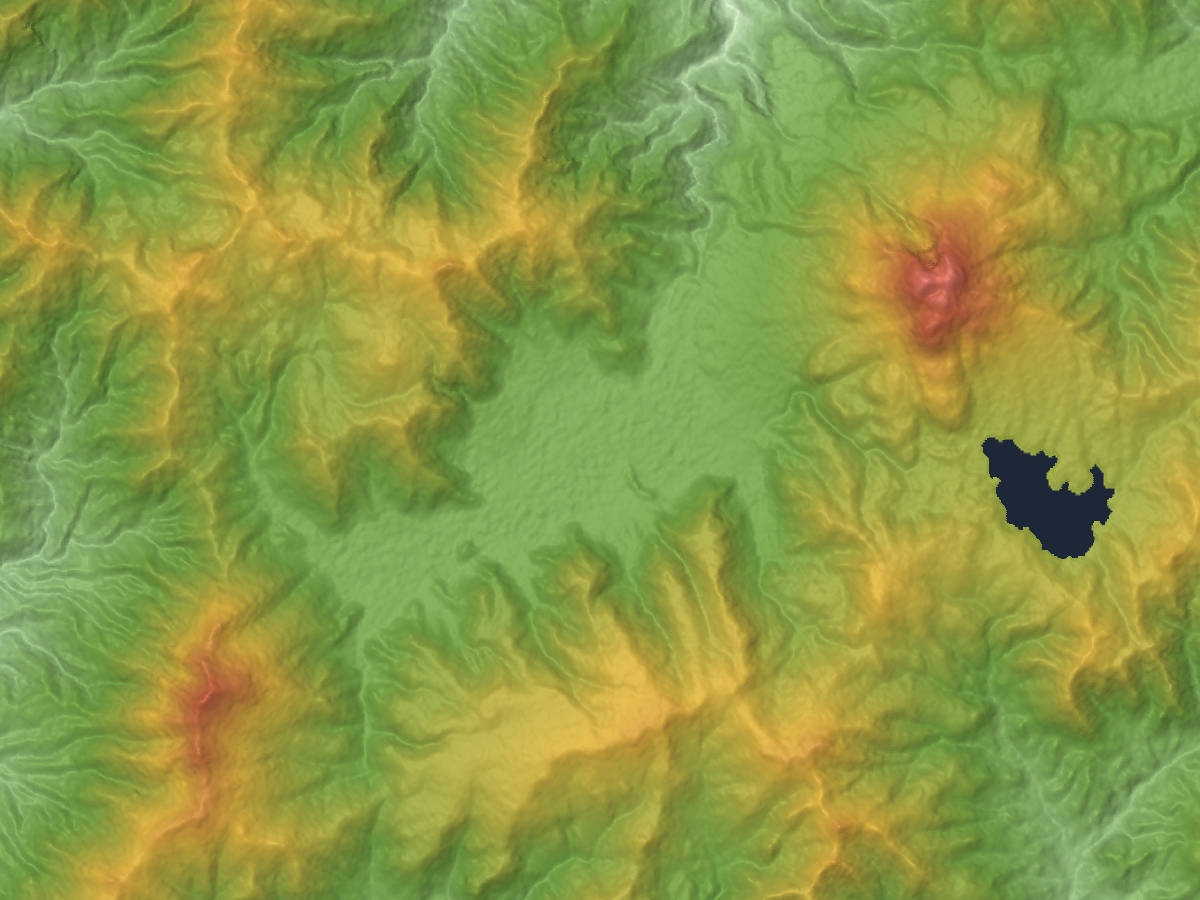
尾瀬周辺の地形図。左下が至仏山で右上が燧ケ岳火山。

燧ヶ岳、燧ケ岳（ひうちがたけ）は、福島県会津地方南西部にある火山。山頂は南会津郡檜枝岐村に属する。標高2,356 mで、東北地方以北（北海道を含む）の最高峰である。
南東の山麓は尾瀬沼で、尾瀬国立公園内にあり、至仏山とともに尾瀬を代表する山でもある。日本百名山の一つに選定されている。
山名の由来は、麓から見える残雪が火打ちばさみに似ていることによる。

## 概要
火口付近には柴安嵓（しばやすぐら、2,356 m）、俎嵓（まないたぐら、2,346.0 m）、ミノブチ岳、赤ナグレ岳、御池岳の5つのピークがある。尾瀬ヶ原からは左から柴安嵓、御池岳、赤ナグレ岳が見え、尾瀬沼からは左から柴安嵓、俎嵓の2つのピークが目立つ。登山道が通じているのは柴安嵓、俎嵓、ミノブチ岳の3つであり、この順番に登山道で結ばれている。俎嵓には二等三角点「燧岳」がある。

## 噴火
燧ヶ岳は安山岩・デイサイトからなる活火山で、約16万年前に発生したモーカケ火砕流及び七入軽石を噴出した噴火 (VEI 5)のあたりから火山活動を開始していたと推定されている。約8,000年前頃に山体崩壊を起こして尾瀬沼ができた。噴火が記された文献はないが、約500年前にデイサイトマグマが噴出し、御池岳溶岩ドームが形成されたことが噴出物の調査から明らかになっている。また、1544年7月28日に檜枝岐村で「白ヒケ水」と呼ばれる白い粘土を含む洪水が起きたことが文献に記録されている。これは燧ヶ岳で水蒸気噴火が発生し、それによって引き起こされたラハールと推定される。

## 登山
記録に残る最初の登頂者は平野長蔵で、1889年に仲間らとともに登頂に成功している。2010年時点、4方向から4本の登山道がある。森林に覆われているため、頂上に近づくまで眺望はほとんどない。また山中に山小屋はない。
沼尻休憩所から（ナデッ窪）
南から上り、ミノブチ岳で長英新道と合流、俎嵓に至るルート。最短ではあるが急峻で道が荒れており滑りやすいことから、しばしば閉鎖となる。上級者を除いて通常は使われない。
長蔵小屋から（長英新道）
南東から上り、ミノブチ岳でナデッ窪と合流、俎嵓に至るルート。ナデッ窪に次いで二番目に短い。沼山峠や尾瀬沼方面からの登山者によく使われる。ぬかるみが多い。
御池から
北から上り、俎嵓に至るルート。登山口まで車で直接行ける唯一のルートである。他のコースに比べるとやや距離があるものの、広沢田代、熊沢田代などの美しい湿原を通過するため人気がある。
見晴から（見晴新道）
西から上り、柴安嵓に至るルート。登山口の標高が他コースと比べて低いため、上りに使用する場合には長丁場となる。登山口付近は沢沿いであり、増水時には道にも水が溢れる。2013年9月の台風18号により土石流が発生し、登山道が流出したために見晴の見晴新道分岐から柴安嵓山頂までの区間が立入禁止となったが、2016年7月13日に復旧し、通行可能となった。8合目付近から山頂までは従来と同様のルートであるが、それより下の区間は新たなルートが設けられた。
温泉小屋から（温泉小屋道）
2007年のシーズンを最後に廃道となった。西から上り、柴安嵓に至るルート。登山口付近は沢沿いであり、増水時には腰まで水に浸かりながら渡渉していた。

## ギャラリー

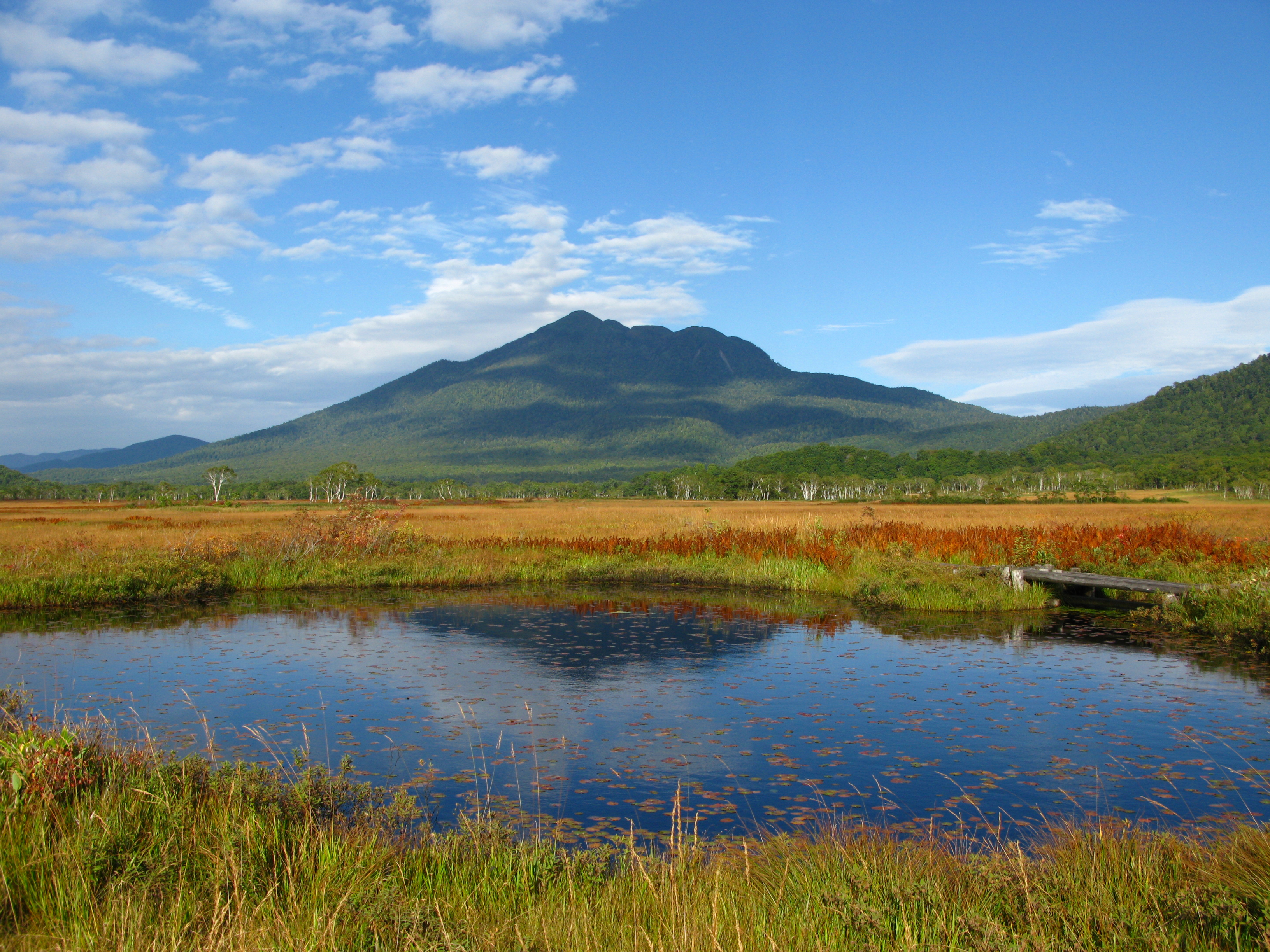
尾瀬ヶ原、中田代の池塘と燧ヶ岳
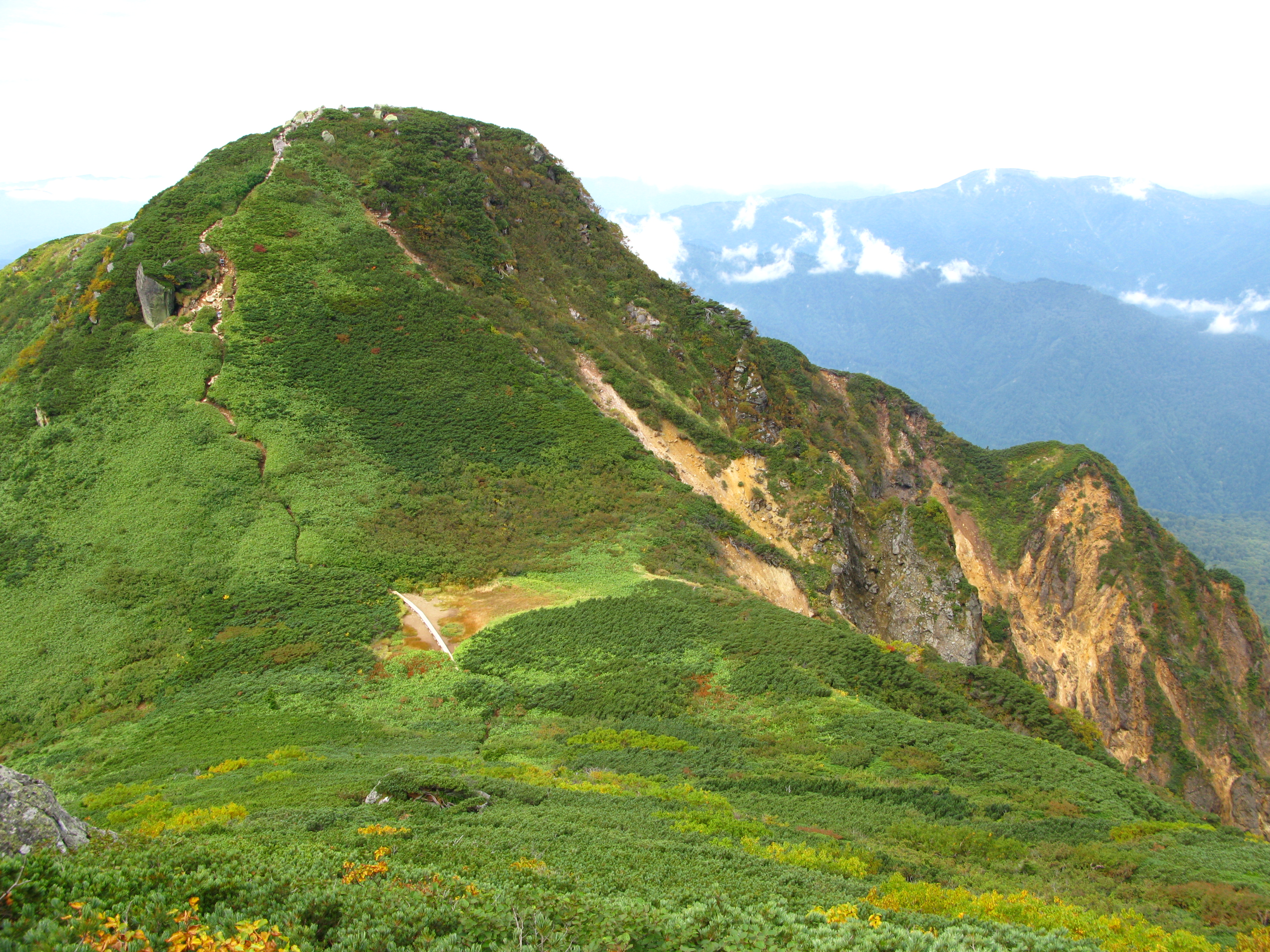
俎嵓から山頂の柴安嵓
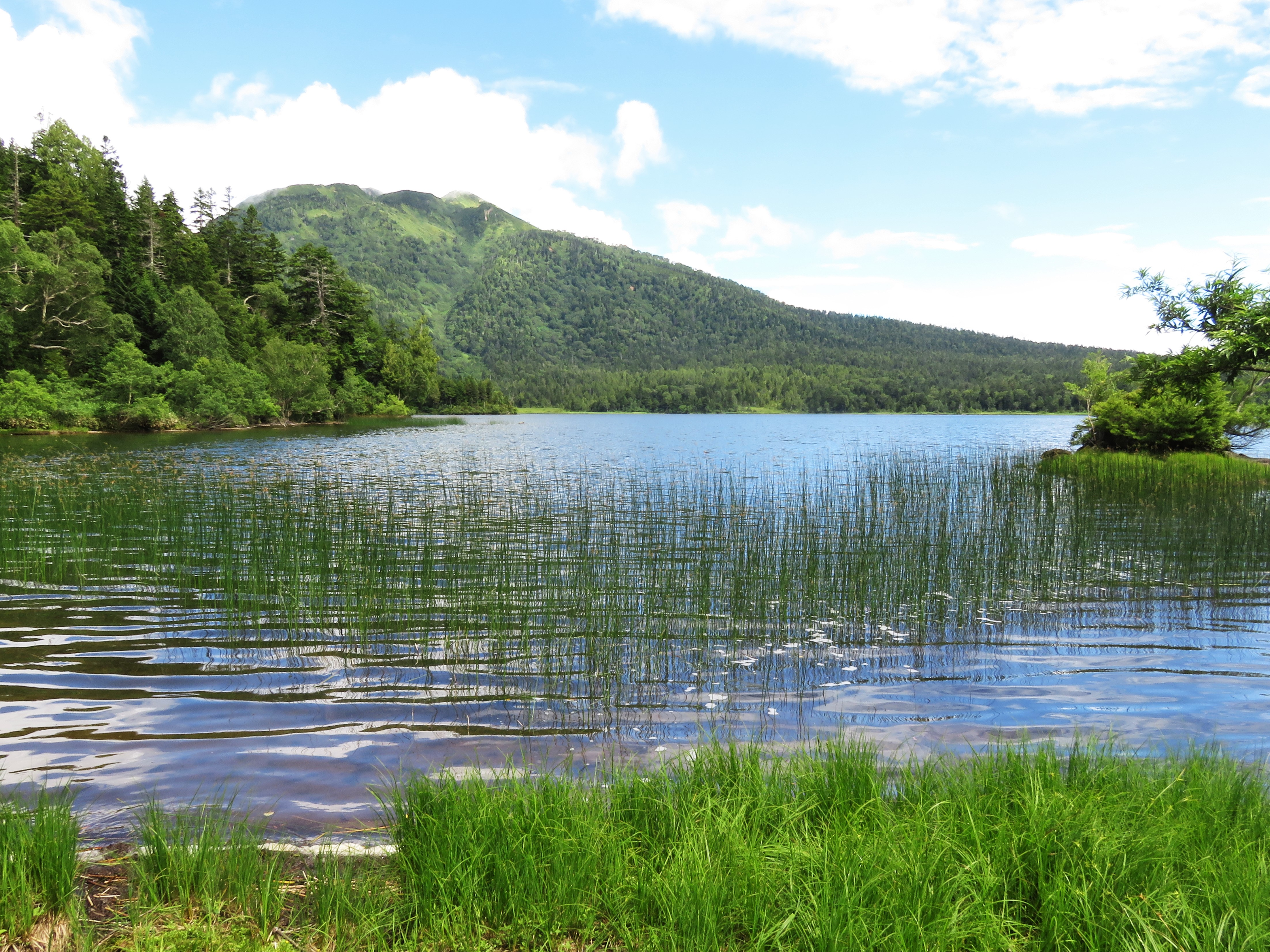
尾瀬沼南西岸から燧ヶ岳
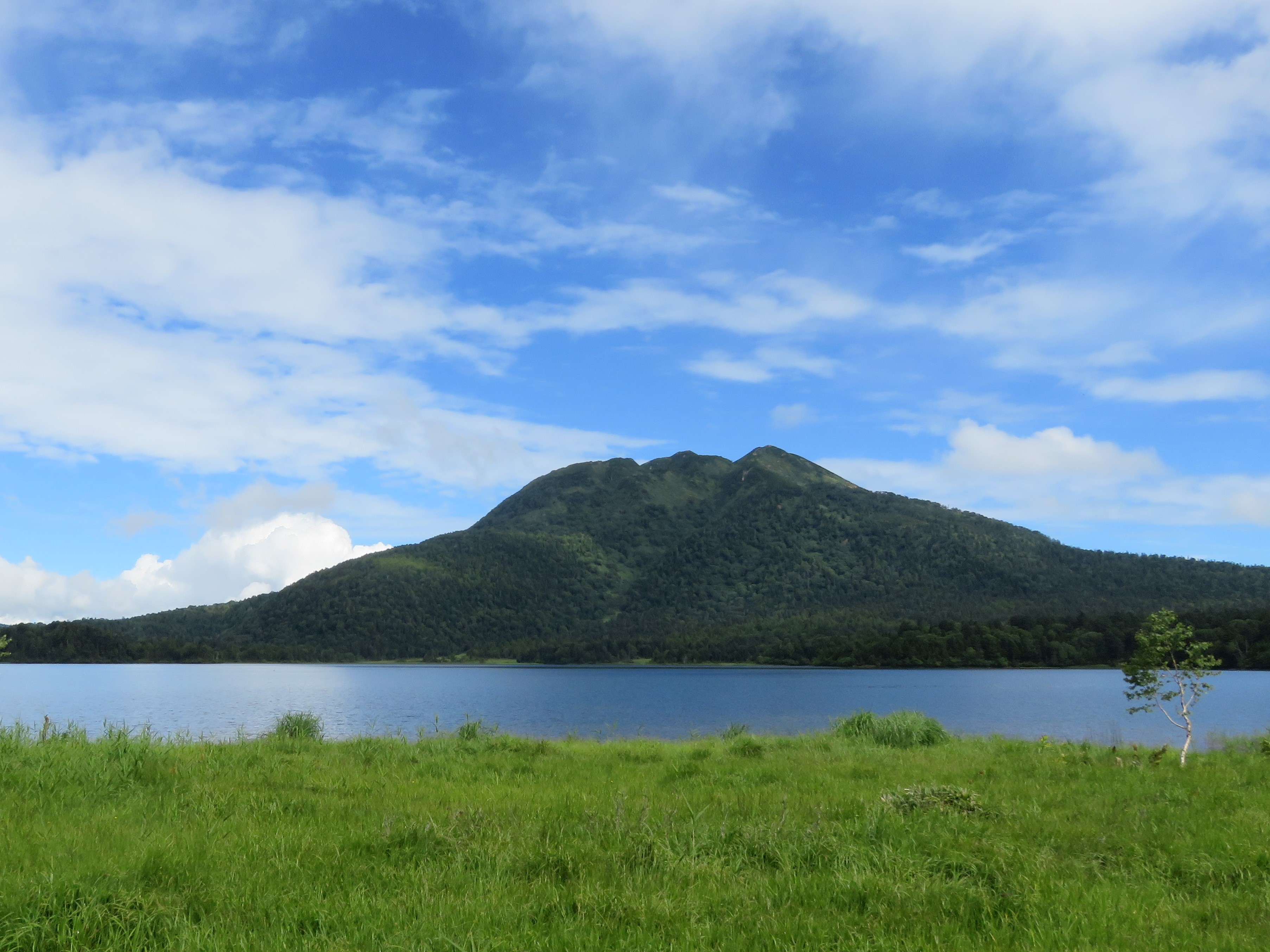
尾瀬沼東岸から燧ヶ岳